# Enrique Molinero
Enrique Molinero Rey (22 de enero de 1924 en Madrid, España - 30 de septiembre de 2005†, Madrid) fue un ingeniero de sonido español.

## Reseña biográfica
Considerado como uno de los técnicos de sonido más valorados de la cinematografía española del siglo XX, sonorizó más de 150 películas a lo largo de sus más de 40 años como profesional en la industria del cine. Ganador, entre otros, de cuatro premios Goya y del premio nacional de cinematografía.

## Distinciones

### Premios Goya
| Categoría    | Año  | Película               | Resultado  |
| ------------ | ---- | ---------------------- | ---------- |
| Mejor sonido | 1986 | Werther                | Ganador    |
| Mejor sonido | 1987 | Divinas palabras       | Ganador    |
| Mejor sonido | 1988 | Berlín Blues           | Ganador    |
| Mejor sonido | 1988 | El bosque animado      | Nominación |
| Mejor sonido | 1988 | El pecador impecable   | Nominación |
| Mejor sonido | 1989 | Bajarse al moro        | Nominación |
| Mejor sonido | 1990 | Amanece que no es poco | Nominación |
| Mejor sonido | 1993 | Orquesta Club Virginia | Ganador    |

### Otros
- Premio nacional de cinematografía 1986[3]

## Filmografía[4]
- Historias del Kronen (1995)
- El laberinto griego (1993)
- El beso del sueño (1992)
- Orquesta Club Virginia (1992)
- Fuera de juego (1991)
- La viuda del capitán Estrada (1991)
- Ovejas negras (1990)
- La cruz de Iberia (1990)
- Puerto Verde (1990)
- A solas contigo (1990)
- El baile del pato (1989)
- El vuelo de la paloma (1989)
- Los 4 músicos de Bremen (1989)
- Bajarse al moro (1989)
- Amanece, que no es poco (1989)
- Esquilache (1989)
- Brumal (1988)
- Miss Caribe (1988)
- No hagas planes con Marga (1988)
- Berlín Blues (1988)
- Slugs, muerte viscosa (1988)
- Jarrapellejos (1988)
- Los negros también comen (1988)
- Divinas palabras (1987)
- El pecador impecable (1987)
- Sufre mamón (1987)
- La playa de los perros (1987)
- Redondela (1987)
- El disputado voto del señor Cayo (1986)
- El viaje a ninguna parte (1986)
- Werther (1986)
- Hay que deshacer la casa (1986)
- Manuel y Clemente (1986)
- Matador (1986)
- Lulú de noche (1986)
- Sé infiel y no mires con quién (1985)
- Los paraísos perdidos (1985)
- A la pálida luz de la luna (1985)
- Extramuros (1985)
- Otra vuelta de tuerca (1985)
- De tripas corazón (1985)
- El pico 2 (1984)
- ¿Qué he hecho yo para merecer esto!! (1984)
- Sesión continua (1984)
- La línea del cielo (1984)
- Los viajes de Gulliver (1983)
- Vestida de azul (1983)
- El pico (1983)
- Total (1983)
- Buenas noches, señor monstruo (1982)
- La colmena (1982)
- Laberinto de pasiones (1982)
- Los autonómicos (1982)
- La vendedora de ropa interior (1982)
- Colegas (1982)
- Corridas de alegría (1982)
- Dos y dos, cinco (1981)
- Función de noche (1981)
- La verdad sobre el caso Savolta (1980)
- Supersonic Man (1980)
- Sus años dorados (1980)
- Miedo a salir de noche (1980)
- Me olvidé de vivir (1980)
- El carnaval de las bestias (1980)
- Rocky Carambola (1979)
- La familia, bien, gracias (1979)
- Las truchas(1978)
- ¡Arriba Hazaña! (1978)
- El desván de la fantasía (1978)
- Acto de posesión (1977)
- El anacoreta (1977)
- Asignatura pendiente (1977)
- Pecado mortal (1977)
- In memoriam (1977)
- Del amor y de la muerte (1977)
- Hasta que el matrimonio nos separe (1977)
- La mujer es un buen negocio (1977)
- Reina Zanahoria (1977)
- Vota a Gundisalvo (1977)
- Un día con Sergio (1977)
- Último deseo (1976)
- Retrato de familia (1976)
- Mayordomo para todo (1976)
- La mujer es cosa de hombres (1976)
- Nosotros, los decentes (1976)
- Inquisición (1976)
- Imposible para una solterona (1976)
- Libertad provisional (1976)
- Ellas los prefieren... locas (1976)
- Los pecados de una chica casi decente (1975)
- El Love Feroz o Cuando los hijos juegan al amor 1975)
- Los pasajeros (1975)
- Los nuevos españoles (1974)
- Dormir y ligar: todo es empezar (1974)
- El amor del capitán Brando (1974)
- Un par de zapatos del '32 (1974)
- Mágica aventura (1973)
- Ceremonia sangrienta (1973)
- Pánico en el Transiberiano (1972)
- Dos chicas de revista (1972)
- Morbo (1972)
- ¡No firmes más letras, cielo! (1972)
- En un mundo nuevo (1972)
- Los novios de mi mujer (1972)
- Venta por pisos (1972)
- Simón, contamos contigo(1971)
- El hombre de Río Malo (1971)
- Asesinatos en la Calle Morgue (1971)
- Capitán Apache (1971)
- El apartamento de la tentación (1971)
- La luz del fin del mundo (1971)
- Vente a Alemania, Pepe (1971)
- Pierna creciente, falda menguante (1970)
- En un lugar de La Manga (1970)
- El taxi de los conflictos (1969)
- La residencia (1969)
- Dame un poco de amooor...! (1968)
- Una chica para dos (1968)
- Al ponerse el sol (1967)
- Los chicos con las chicas (1967)
- La caza (1966)
- Las últimas horas... (1966)
- Los ojos perdidos (1966)
- Cabriola (1965)
- Joaquín Murrieta (1965)
- Aquella joven de blanco (1965)
- La corrida (1965)
- La visita que no tocó el timbre (1965)
- Ocaso de un pistolero (1965)
- Julieta engaña a Romeo (1965)
- El mundo sigue (1965)
- Más bonita que ninguna (1965)
- Aventura en el oeste (1965)
- La hora incógnita (1964)
- Búsqueme a esa chica (1964)
- Antes llega la muerte (1964)
- Escala en Tenerife (1964)
- El pecador y la bruja (1964)
- La chica del gato (1964)
- Los palomos (1964)
- El sabor de la venganza (1964)
- Llanto por un bandido (1964)
- Alegre juventud (1963)
- Plaza de Oriente (1963)
- La hora incógnita (1963)
- Cupido contrabandista (1962)
- Kilómetro 12 (1961)
- Salto mortal (1961)
- Fray Escoba (1961)
- Trío de damas (1960)
- Café de chinitas (1960)
- Los económicamente débiles (1960)
- Pelusa (1957)

## Series de Televisión[4]
- Historias del otro lado (1988 - 1996)
- Crónicas del mal (1993)
- Hasta luego cocodrilo (1992)
- Las chicas de hoy en día (1991- 1992)
- La huella del crimen 2 (1991)
- Los trotamúsicos (1989)
- Página de sucesos (1985 - 1986)
- La huella del crimen (1985)
- Paisaje con figuras (1985)